# Phan Thái Ất
Phan Thái Ất (sinh năm 1894 mất năm 1967). Quê ở Làng Nam Sơn, xã Lĩnh Sơn, huyện Anh Sơn, tỉnh Nghệ An. Ông là một chính trị gia người Việt Nam. Nguyên bí thư đầu tiên tỉnh ủy Quảng Ngãi, nguyên ủy viên Xứ ủy Trung kì. Nguyên bí thư đầu tiên huyện Yên Xuân. Ông được Nhà nước Cộng hoà xã hội chủ nghĩa Việt Nam truy tặng huân chương Hồ Chí Minh và huân chương Độc Lập.

## Gia thế
Phan Thái Ất là con trai út trong gia đình có truyền thống cách mạng. Cụ và người chú của ông tham gia phong trào Văn thân và phong trào Cần Vương rồi bị thực dân Pháp bắt. Từ nhỏ Phan Thái Ất đã chứng kiến cuộc sống khổ cực của người dân dưới chế độ thực dân, phong kiến.  Năm ông 8 tuổi, ông đã bị mồ côi cha và người mẹ bị tàn tật do thực dân Pháp đánh.

## Sự nghiệp chính trị
Năm 1922, ông chủ trương thành lập nhóm Tâm giao nhằm phục vụ mục đích tuyên truyền Cách mạng. Trong đó, có những tài liệu nói về cách mạng và những bài thơ yêu nước của Phan Bội Châu. Sau thời gia phát triển nhóm quyết định đổi tên thành Hội Ái hữu và mua lại căn nhà gỗ hai tầng. Ngôi nhà ấy được đặt tên là Hiệu Yên Xuân.
Trên cơ sở Hội Ái hữu, chi bộ Việt Nam Thanh niên cách mạng đồng chí hội mà sau này là tiền thân của hội Việt Nam Cách mạng thanh niên do Phan Thái Ất làm Bí thư. Đến tháng 9 năm 1929, chi bộ Việt Nam Thanh niên cách mạng đồng chí hội ở Yên Xuân được chuyển thành chi bộ của tổ chức Đông Dương cộng sản Đảng. Đây chính là chi Đảng bộ đầu tiên ở Anh Sơn, đồng thời cũng là chi bộ Đảng đầu tiên được thành ở Nghệ An. Lúc đó, Phan Thái Ất được  Nguyễn Phong Sắc (Trung ương ủy viên phụ trách Xứ ủy Trung Kỳ) cử làm Bí thư chi bộ.
Cuối năm 1929, tại Hội nghị thành lập Tổng Nông hội Nghệ An, Phan Thái Ất được chỉ định giữ chức Bí thư Tổng hội Nông hội Nghệ An. Phan Thái Ất bắt đầu xây dựng cơ sở Đảng ở các huyện Thanh Chương, Yên Thành và Diễn Châu.
Đầu tháng 12 năn 1929, ông nhận được thư triệu tập của Nguyễn Phong Sắc, Phan Thái Ất bàn giao tài liệu cho người anh ruột của mình cũng hoạt động cách mạng để xuống Vinh làm nhiệm vụ mới. Sau một thời gian hoạt động ở Vinh, Phan Thái Ất được giao vào hoạt động, xây dựng cơ sở ở các tỉnh Nam Trung Bộ.
Tại Quảng Ngãi, Phan Thái Ất xây dựng được nhiều cơ sở cách mạng, phát triển thành lập được Tỉnh ủy lâm thời và ông được giao làm Bí thư. Từ đó tỉnh ủy Quảng Ngãi chính thức được thành lập do Phan Thái Ất làm bí thư.
Lúc này, tại Nghệ-Tĩnh phong trào Xô viết bùng nổ, khắp nơi trên đất nước đồng loạt nổi dậy chống thực dân Pháp. Đầu tháng 10 năm 1930, hưởng ứng phong trào Xô Viết Nghệ- Tĩnh, Phan Thái Ất lãnh đạo tổ chức biểu tình ở Quảng Nam và Quảng Ngãi. Sau đó phong trào nhanh chóng lan rộng ra các huyện trên địa bàn. Nhưng không lâu sau, phong trào bị thực dân Pháp đàn áp và thất bại. Phan Thái Ất bị lộ đến ngày 22 tháng 7 năm 1931 ông bị bắt khi đang chờ người liên lạc của Xứ ủy để nhận tài liệu. Thực dân Pháp tuyên bố kết án tử hình. Nhưng dư luận và nhân dân phản đối mức án đó, buộc thực dân Pháp phải hạ xuống mức án chung thân và đày tới nhà lao Buôn Ma Thuột. Tháng 5 năm 1935, Phan Thái Ất tiếp tục bị đày ra Côn Đảo.
Cách mạng Tháng Tám thành công, Phan Thái Ất được Chính phủ nước Việt Nam dân chủ Cộng hòa cho tàu ra đón về đất liền. Do sức khỏe bị giảm sút nên ông về quê nghỉ ngơi chữa bệnh. Sau đó ông được cử sang Campuchia hỗ trợ xây dựng cơ sở kháng chiến. Năm 1953, Phan Thái Ất được Trung ương triệu tập về nước chuẩn bị cho chiến dịch Điện Biên Phủ.
Năm 1961, Phan Thái Ất được về nghỉ hưu tại quê nhà đến giữa năm 1967 ông qua đời.

## Khen thưởng
Ghi nhận công lao cống hiến trong sự nghiệp chính trị của mình, Phan Thái Ất được Đảng và Nhà nước Cộng hoà xã hội chủ nghĩa Việt Nam trao tặng và truy tặng: Huân chương Hồ Chí Minh, Huân chương Độc lập hạng Ba, Huân chương kháng chiến chống Pháp hạng Nhất và nhiều Huân chương cao quí khác.
Để vinh danh Phan Thái Ất, Hội đồng nhân dân tỉnh Nghệ An lấy tên ông đặt cho Trường trung học cơ sở Phan Thái Ất tại xã Lĩnh Sơn Sơn, huyện Anh Sơn, tỉnh Nghệ An.
Nhiều con đường mang tên ông như:
- Đường Phan Thái Ất, thành phố Quảng Ngãi
- Đường Phan Thái Ất, phường Hà Huy Tập, thành phố Vinh, tỉnh Nghệ An.